# Wolgast
Wolgast város a Németország Mecklenburg-Elő-Pomeránia tartományában. Hanza-város volt.

## Fekvése
A város részben az Usedom szigeten fekszik.

## Városrészei
Wolgastnak következik városrészei vannak:
| - Altstadt Wolgast - „Tannenkamp“ Wolgast - Wolgast-Nord - Wolgast-Süd - Buddenhagen - Hohendorf | - Mahlzow (Usedom szigeten) - Pritzier - Schalense - Weidehof - Zarnitz | - Hohenfelde (lakóhely) - Hohestelle (törtelemi) - Mittelplatz (törtelemi) - Neuenzimmer (törtelemi) - Ziese-Mühle (törtelemi) |

## Története

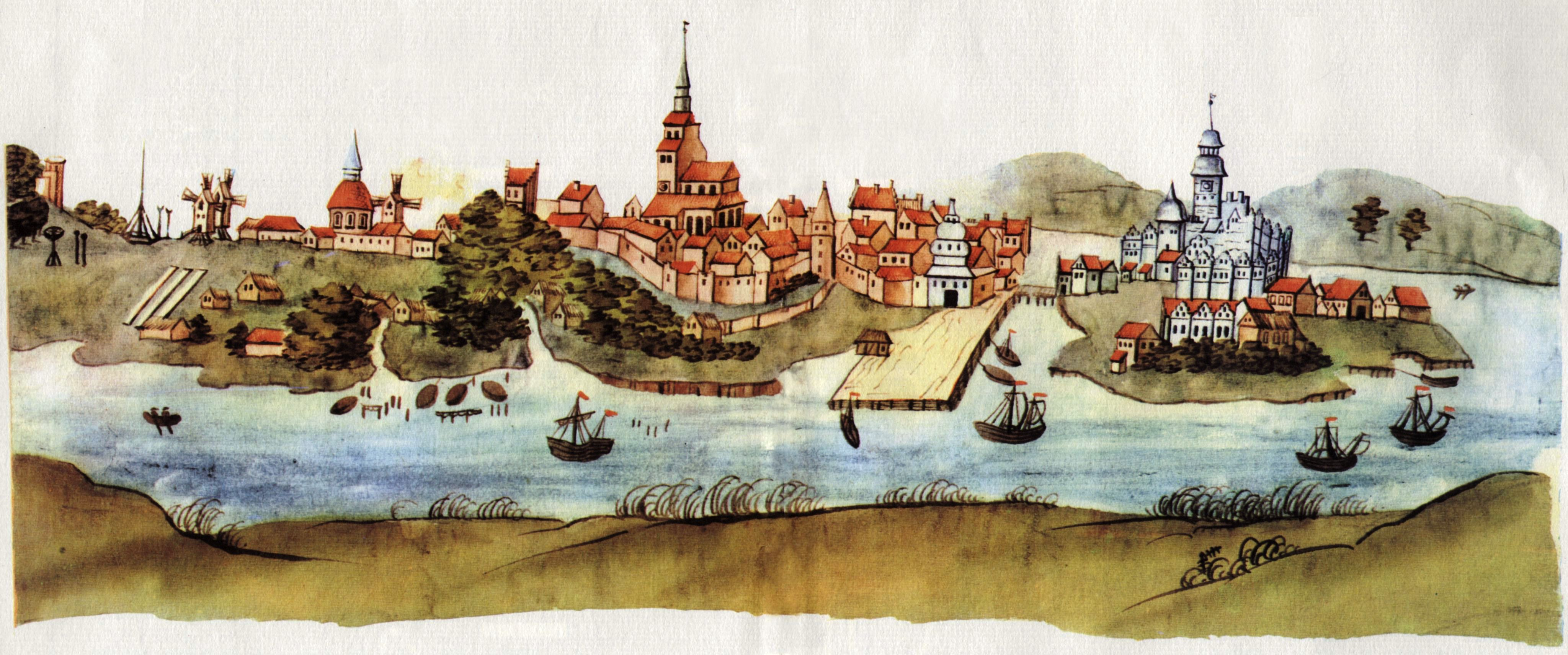
Wolgast 1615-ben

1250 és 1259 között Wolgast város lett. 1295-től 1625-ig Pomeránia-Wolgast hercegség székhelye volt. A harmincéves háborúban itt érkezett II. Gusztáv Adolf svéd király 1630-ban Németországba. Innen szállították a holttestét 1633-ban Svédországba. 1648-tól 1815-ig a város Svéd-Pomeránia tartomány részeként a svéd koronához tartozott, utána a Porosz Királysághoz.
1713-ban, a nagy északi háborúban I. Péter orosz cár felégette a várost.

## Gazdaság
A városban van egy hajógyár és egy kikötő.

## Turistalátványosságok

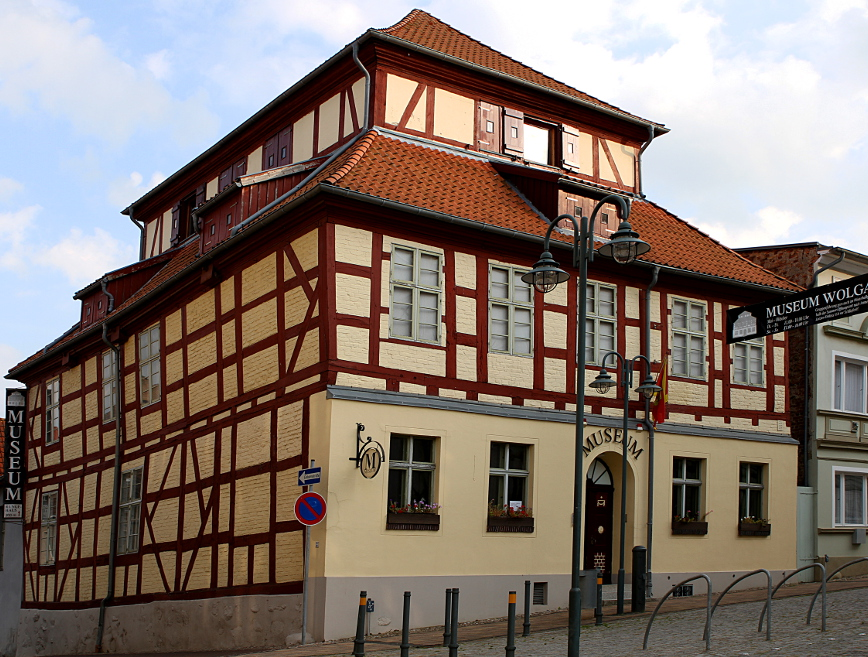
városi múzeum

- törtelemi belváros
- templomok
- városi múzeum
- álltokért

## Wolgast híres szülöttei

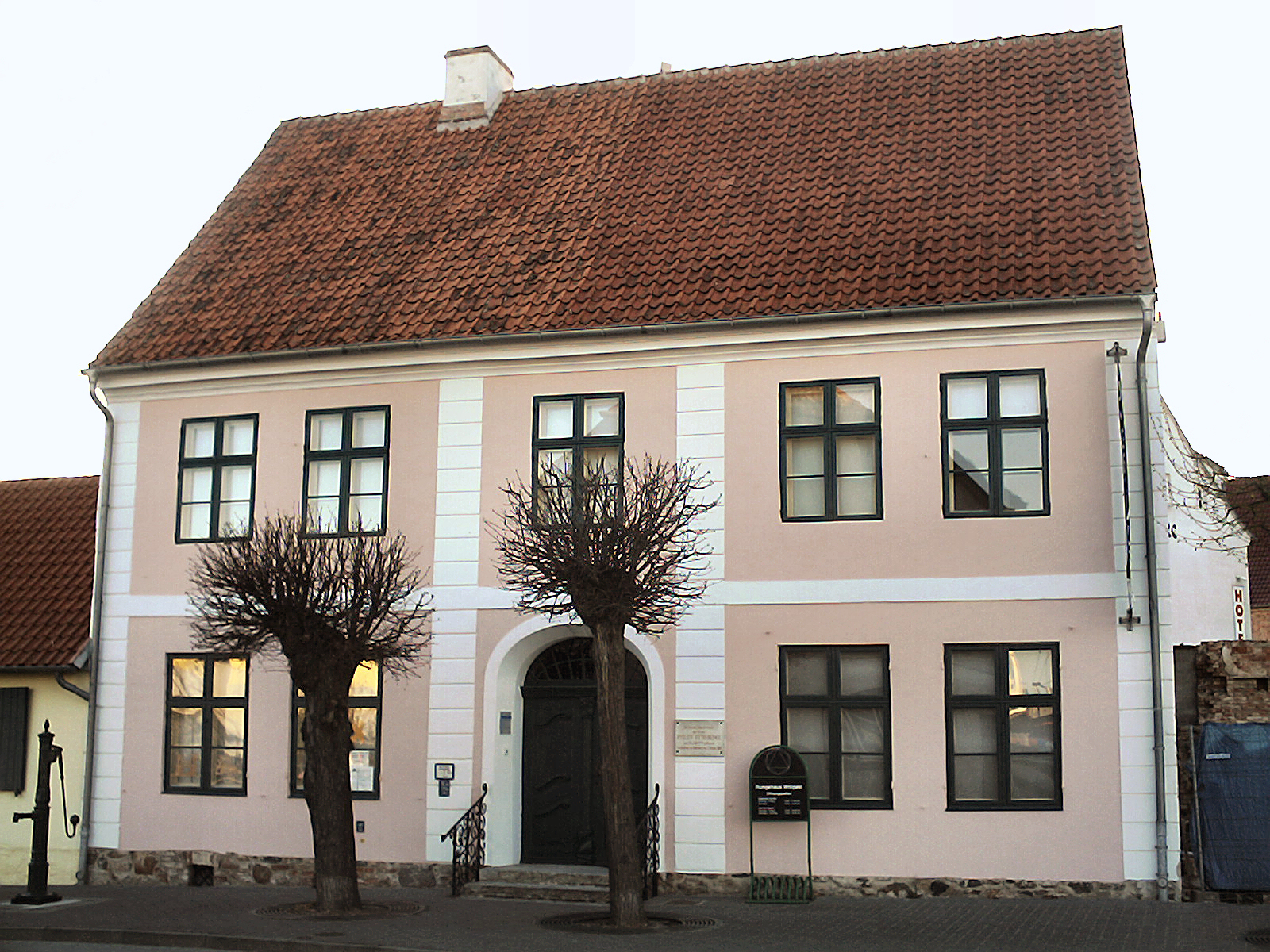
Phillip Otto Runge szülőháza

- Philipp Otto Runge (1777–1810) festő
- Adolf Friedrich Stenzler (1807–1887) szanszkritista
- Hans-Ulrich Grapenthin (1943–) olimpiai bajnok keletnémet válogatott labdarúgó

## Fordítás
- Ez a szócikk részben vagy egészben a Wolgast című német Wikipédia-szócikk fordításán alapul.  Az eredeti cikk szerkesztőit annak laptörténete sorolja fel. Ez a jelzés csupán a megfogalmazás eredetét és a szerzői jogokat jelzi, nem szolgál a cikkben szereplő információk forrásmegjelöléseként.